# Catocala broweri
Catocala broweri är en fjärilsart som beskrevs av Müller 1961. Catocala broweri ingår i släktet Catocala och familjen nattflyn. Inga underarter finns listade i Catalogue of Life.